# Cuando los hombres hablan de mujeres
Cuando los hombres hablan de mujeres es una película de Argentina filmada en colores dirigida por Fernando Ayala según el guion de Gius que se estrenó el 29 de junio de 1967 y que tuvo como protagonistas a Jorge Salcedo, Jorge Barreiro, Libertad Leblanc y Enzo Viena. En la confección de los títulos colaboraron Gil y Bertolini.

## Sinopsis
Tres historias contadas en una casa de baños turcos, dos fanfarrones son burlados por una vedette dos fanáticos de Boca Juniors y de amor-odio por dos chicas hinchas de River Plate; un hombre, padre de 8 hijas, busca el varón a pesar de su esposa.

## Reparto
- Jorge Salcedo
- Jorge Barreiro
- Libertad Leblanc
- Enzo Viena
- Beatriz Taibo
- Pepe Soriano
- Luis Sandrini
- Malvina Pastorino
- Diana Ingro
- Nelly Láinez
- Guillermo Cervantes Luro
- Silvio Marzolini
- Cacho Espíndola
- Adolfo Linvel
- Carlos Lagrotta
- Alfonso Pisano

## Comentarios
King escribió sobre el filme  en El Mundo:

”Abundancia de picardía y comicidad”.

La Nación dijo:

”Comicidad de grueso cuño”.

Por su parte, Manrupe y Portela escriben:

”Despareja comedia de Ayala, con algunos momentos graciosos. El último episodio es de interés arqueológico por su enfoque del tema anticonceptivos”.